# Dudley Robert Herschbach
Dudley Robert Herschbach (18 juin 1932 à San José, Californie) est un chimiste américain. Il obtint le prix Nobel de chimie de 1986 conjointement avec Yuan Tseh Lee et John Charles Polanyi pour « leurs contributions à la dynamique des processus chimiques élémentaires ».

## Biographie
Dudley Herschbach reçus un bachelor of science en mathématiques en 1954 puis un master en chimie en 1955 à l'université Stanford. Il obtint également un diplôme de master en physique en 1956, puis un diplôme de doctorat en chimie physique à l'université Harvard. Par la suite il devint professeur dans cette dernière université. En 2005, il devint professeur de physique à la Texas A&M University.
Herschbach est un militant des sciences de l'éducation et de la vulgarisation scientifique. Il est membre du Center for Arms Control and Non-Proliferation, et fait également partie du conseil consultatif de l'association Scientists and Engineers for America qui promeut la science auprès du gouvernement américain.
Humaniste, il a notamment signé, avec d'autres lauréats du prix Nobel, un appel demandant qu'une délégation du Comité des droits de l'enfant de l'ONU rende visite à un enfant tibétain en résidence surveillée depuis 1995 en Chine, Gedhun Choekyi Nyima, reconnu comme 11e panchen-lama par le 14e dalaï-lama, Tenzin Gyatso.

## Travaux scientifiques
Herschbach et Lee travaillèrent spécifiquement sur les rayons moléculaires; ils réalisèrent des expériences, appelées « crossed molecular beam », qui permettaient de comprendre au niveau moléculaire les processus de nombreuses réactions élémentaires. Le travail d'Herschbach se situe essentiellement dans le domaine de la chimie physique et de la chimie théorique.

## Distinctions et récompenses
- 1959 : Bourse Sloan
- 1965 : ACS Award in pure chemistry
- 1967 : Bourke Award (en)[2]
- 1968 : Bourse Guggenheim
- 1976 : Prix du centenaire (en) de la Royal Society of Chemistry
- 1977 : Doctorat honoris causa de l'Université de Toronto
- 1978 : Linus Pauling Award (en)[3]
- 1983 : Prix Irving-Langmuir
- 1986 : prix Nobel de chimie

- 1991 : National Medal of Science
- 2011 : Doctorat honoris causa de l'université Harvard[4]